# BAFTA (премия, 1993)
46-я церемония вручения наград премии BAFTA

1993
Лучший фильм: 

Говардс-Энд 

Howards End
Лучший британский фильм: 

Жестокая игра 

The Crying Game
Лучший неанглоязычный фильм: 

Зажги красный фонарь 

大红灯笼高高挎
< 45-я Церемонии вручения 47-я >
46-я церемония вручения наград премии BAFTA, учреждённой Британской академией кино и телевизионных искусств, за заслуги в области кинематографа за 1992 год состоялась в Лондоне в 1993 году.
С этого года возобновилось чествование фильмов британского производства. В последний раз награда британскому фильму в отдельной категории была присуждена в 1968 году. Теперь же она снова стала ежегодной и получила новое название — «Награда имени Александра Корды за лучший британский фильм» (англ. Alexander Korda Award for Best British Film), в честь кинорежиссёра и продюсера.

## Полный список победителей и номинантов
| Победители выделены отдельным цветом. |

### Основные категории
| Категории                         | Победитель и номинанты                                                            |
| --------------------------------- | --------------------------------------------------------------------------------- |
| Лучший фильм                      | • «Говардс-Энд» — Исмаил Мерчант, Джеймс Айвори                                   |
| Лучший фильм                      | • «Жестокая игра» — Стивен Вулли, Нил Джордан                                     |
| Лучший фильм                      | • «Игрок» — Дэвид Браун, Майкл Толкин, Ник Векслер, Роберт Олтмен                 |
| Лучший фильм                      | • «Непрощённый» — Клинт Иствуд                                                    |
| Лучший фильм                      | • «Строго по правилам» — Тристрам Майэл, Баз Лурманн                              |
| Лучший британский фильм           | • «Жестокая игра» — Стивен Вулли, Нил Джордан                                     |
| Лучший неанглоязычный фильм       | • «Зажги красный фонарь» (режиссёр — Чжан Имоу; страна — Китай, Гонконг, Тайвань) |
| Лучший неанглоязычный фильм       | • «Деликатесы» (режиссёр — Жан-Пьер Жёне; страна — Франция)                       |
| Лучший неанглоязычный фильм       | • «Европа, Европа» (режиссёр — Агнешка Холланд; страна — Германия)                |
| Лучший неанглоязычный фильм       | • «Любовники с Нового моста» (режиссёр — Лео Каракс; страна — Франция)            |
| Лучшая режиссёрская работа        | • Роберт Олтмен — «Игрок»                                                         |
| Лучшая режиссёрская работа        | • Нил Джордан — «Жестокая игра»                                                   |
| Лучшая режиссёрская работа        | • Джеймс Айвори — «Говардс-Энд»                                                   |
| Лучшая режиссёрская работа        | • Клинт Иствуд — «Непрощённый»                                                    |
| Лучшая мужская роль               | • Роберт Дауни-младший — «Чаплин»                                                 |
| Лучшая мужская роль               | • Стивен Ри — «Жестокая игра»                                                     |
| Лучшая мужская роль               | • Тим Роббинс — «Игрок»                                                           |
| Лучшая мужская роль               | • Дэниел Дэй-Льюис — «Последний из могикан»                                       |
| Лучшая женская роль               | • Эмма Томпсон — «Говардс-Энд»                                                    |
| Лучшая женская роль               | • Джуди Дэвис — «Мужья и жёны»                                                    |
| Лучшая женская роль               | • Тара Морис — «Строго по правилам»                                               |
| Лучшая женская роль               | • Джессика Тэнди — «Жареные зелёные помидоры»                                     |
| Лучшая мужская роль второго плана | • Джин Хэкмен — «Непрощённый»                                                     |
| Лучшая мужская роль второго плана | • Джей Дэвидсон — «Жестокая игра»                                                 |
| Лучшая мужская роль второго плана | • Томми Ли Джонс — «Джон Ф. Кеннеди. Выстрелы в Далласе»                          |
| Лучшая мужская роль второго плана | • Сэмюэль Уэст — «Говардс-Энд»                                                    |
| Лучшая женская роль второго плана | • Миранда Ричардсон — «Ущерб»                                                     |
| Лучшая женская роль второго плана | • Миранда Ричардсон — «Жестокая игра»                                             |
| Лучшая женская роль второго плана | • Хелена Бонэм Картер — «Говардс-Энд»                                             |
| Лучшая женская роль второго плана | • Кэти Бэйтс — «Жареные зелёные помидоры»                                         |
| Лучший адаптированный сценарий    | • «Игрок» — Майкл Толкин                                                          |
| Лучший адаптированный сценарий    | • «Говардс-Энд» — Рут Правер Джабвала                                             |
| Лучший адаптированный сценарий    | • «Строго по правилам» — Баз Лурман, Крэйг Пирс                                   |
| Лучший адаптированный сценарий    | • «Джон Ф. Кеннеди. Выстрелы в Далласе» — Оливер Стоун, Закари Склар              |
| Лучший оригинальный сценарий      | • «Мужья и жёны» — Вуди Аллен                                                     |
| Лучший оригинальный сценарий      | • «Жестокая игра» — Нил Джордан                                                   |
| Лучший оригинальный сценарий      | • «Непрощённый» — Дэвид Пиплз                                                     |
| Лучший оригинальный сценарий      | • «Услышьте мою песню» — Питер Челсом, Эдриан Данбар                              |

### Другие категории
| Категории                                                          | Победитель и номинанты                                                                                                |
| ------------------------------------------------------------------ | --- |
| Лучшая музыка к фильму                                             | • «Строго по правилам» — Дэвид Хиршфелдер                                                                             |
| Лучшая музыка к фильму                                             | • «Красавица и Чудовище» — Алан Менкен, Ховард Эшман                                                                  |
| Лучшая музыка к фильму                                             | • «Последний из могикан» — Тревор Джонс, Рэнди Эдельман                                                               |
| Лучшая музыка к фильму                                             | • «Услышьте мою песню» — Джон Олтман                                                                                  |
| Лучшая операторская работа                                         | • «Последний из могикан» — Данте Спинотти                                                                             |
| Лучшая операторская работа                                         | • «Говардс-Энд» — Тони Пирс-Робертс                                                                                   |
| Лучшая операторская работа                                         | • «Мыс страха» — Фредди Фрэнсис                                                                                       |
| Лучшая операторская работа                                         | • «Непрощённый» — Джек Н. Грин                                                                                        |
| Лучшие визуальные эффекты                                          | • «Смерть ей к лицу» — Майкл Лантьери, Кен Ралстон, Алек Гиллис, Даг Чианг, Дуглас Смит, Том Вудрофф мл.              |
| Лучшие визуальные эффекты                                          | • «Бэтмен возвращается» — Майкл Л. Финк, Джон Бруно, Крэйг Баррон, Деннис Скотак                                      |
| Лучшие визуальные эффекты                                          | • «Красавица и Чудовище» — Рэнди Фуллмер                                                                              |
| Лучшие визуальные эффекты                                          | • «Чужой 3» — Ричард Эдланд, Джордж Гиббс, Алек Гиллис, Том Вудрофф мл.                                               |
| Лучший грим                                                        | • «Последний из могикан» — Питер Робб-Кинг                                                                            |
| Лучший грим                                                        | • «Бэтмен возвращается» — Ве Нилл, Стэн Уинстон                                                                       |
| Лучший грим                                                        | • «Говардс-Энд» — Кристин Беверидж                                                                                    |
| Лучший грим                                                        | • «Чаплин» — Уолли Шнайдерман, Джилл Рокоу, Джон Кальоне мл.                                                          |
| Лучший дизайн костюмов                                             | • «Строго по правилам» — Кэтрин Мартин, Энгус Стрэти                                                                  |
| Лучший дизайн костюмов                                             | • «Говардс-Энд» — Дженни Беван, Джон Брайт                                                                            |
| Лучший дизайн костюмов                                             | • «Последний из могикан» — Эльза Дзампарелли                                                                          |
| Лучший дизайн костюмов                                             | • «Чаплин» — Эллен Мирожник, Джон Молло                                                                               |
| Лучшая работа художника-постановщика                               | • «Строго по правилам» — Кэтрин Мартин                                                                                |
| Лучшая работа художника-постановщика                               | • «Говардс-Энд» — Лучана Арриги                                                                                       |
| Лучшая работа художника-постановщика                               | • «Последний из могикан» — Вольф Крёгер                                                                               |
| Лучшая работа художника-постановщика                               | • «Чаплин» — Стюарт Крэйг                                                                                             |
| Лучший монтаж                                                      | • «Джон Ф. Кеннеди. Выстрелы в Далласе» — Джо Хатшинг, Пьетро Скалиа                                                  |
| Лучший монтаж                                                      | • «Говардс-Энд» — Эндрю Маркус                                                                                        |
| Лучший монтаж                                                      | • «Игрок» — Джеральдин Перони                                                                                         |
| Лучший монтаж                                                      | • «Мыс страха» — Тельма Скунмейкер                                                                                    |
| Лучший монтаж                                                      | • «Строго по правилам» — Джилл Билкок                                                                                 |
| Лучший звук                                                        | • «Джон Ф. Кеннеди. Выстрелы в Далласе» — Тод Мэйтланд, Уайли Стейтсмен, Майкл Уилхойт, Майкл Минклер, Грегг Ландакер |
| Лучший звук                                                        | • «Непрощённый» — Алан Роберт Мюррей, Уолтер Ньюман, Роб Янг, Лэс Фрешольц, Верн Пур, Рик Александер                  |
| Лучший звук                                                        | • «Последний из могикан» — Саймон Кэй, Лон Бендер, Ларри Кемп, Пол Месси, Дуг Хемфилл, Марк Смит, Крис Дженкинс       |
| Лучший звук                                                        | • «Строго по правилам» — Энтони Грей, Бен Осмо, Роджер Сэвейдж, Иэн МакЛаглин, Фил Джадд                              |
| Лучший анимационный короткометражный фильм                         | • Daumier’s Law — Джинджер Гиббонс, Джефф Данбар                                                                      |
| Лучший анимационный короткометражный фильм                         | • A is for Autism — Дик Арналл, Тим Уэбб                                                                              |
| Лучший анимационный короткометражный фильм                         | • Blindscape — Стивен Палмер                                                                                          |
| Лучший анимационный короткометражный фильм                         | • Soho Square — Пэм Деннис, Сью Пакстон, Марио Кавалли                                                                |
| Лучший короткометражный фильм                                      | • Omnibus — Энн Беннетт, Сэм Кармэнн                                                                                  |
| Лучший короткометражный фильм                                      | • Heartsongs — Кэролайн Хьюитт, Сью Клэйтон                                                                           |
| Лучший короткометражный фильм                                      | • «Смысл истории» — Майк Ли, Саймон Ченнинг-Уильямс                                                                   |
| Лучший короткометражный фильм                                      | • Deux ramoneurs chez une cantatrice — Мишель Коли                                                                    |
| Michael Balcon Award за вклад в развитие британского кинематографа | • Кеннет Брана — актёр, режиссёр, сценарист                                                                           |
| BAFTA Academy Fellowship Award                                     | • Колин Янг — музыкант                                                                                                |